# ヘンリー・ロードン＝ヘイスティングズ (第4代ヘイスティングズ侯爵)
第4代ヘイスティングズ侯爵ヘンリー・ウェイズフォード・チャールズ・プランタジネット・ロードン＝ヘイスティングズ（英語: Henry Weysford Charles Plantagenet Rawdon-Hastings, 4th Marquess of Hastings、1842年7月22日 - 1868年11月10日）は、イギリスの貴族、資産家、馬主。ダービーに大金を賭けて妻の元婚約者に敗北、莫大な負債を負ったまま失意の死を遂げた。生前はイングランド、スコットランド、アイルランド三王国の爵位を保持したほか、グレートブリテン貴族爵位及び連合王国貴族爵位も帯びていた。

## 生涯
第2代ヘイスティングズ侯爵と第20代ルシンのグレイ女男爵バーバラ・エルバートンとの次男として生まれた。ヘンリーが2歳の時に父が亡くなると兄ポーリンが父の爵位を継承したが、その兄も1851年に亡くなったため、僅か9歳にしてヘイスティングズ侯爵位やラウドン伯爵位を相続した。さらに、1858年に母からもルシンのグレイ男爵位を継承している。その結果、イングランド、スコットランド、アイルランド三王国の爵位をすべて保持するに至った。
イートン校を経てオックスフォード大学に進み、大学ではアルバート王太子（のちの国王エドワード7世）のグループに属したが、影が薄かったという。
1864年にフローレンス・パジェット（Florence Paget、第2代アングルシー侯爵の一人娘）と結婚した。妻フローレンスは侯爵の大学時代の友人ヘンリー・チャップリンとすでに婚約しており、実質的に駆け落ちであったことからスキャンダルを引き起こしている。

### ダービーでの敗北と死
侯爵の母バーバラは大のギャンブル好きで有名であり、彼もその影響を受けて競馬に興味を示した。競馬に大金を使い、馬も育成するようになったが、侯爵家の豊富な財力のおかげで全く問題はなかった。1867年のダービーでは、妻の元婚約者ヘンリー・チャップリンの所有するハーミットが不調であると判断して、ハーミットの負けるほうに大金を賭けた。しかし侯爵の予想に反して、ハーミットはダービーで優勝してしまい、侯爵は12万ポンドもの負債を背負うこととなった。その後は自身の持ち馬レディ・エリザベスによる翌年のダービー優勝に賭けたが、当てが外れて大敗した。このときブックメーカーらの口車に乗り、持ち馬ジ・アールの出走を取り消して売却する代わりにレディ・エリザベスに賭けていた。しかし結果はレディ・エリザベスが惨敗した一方、売られたジ・アールは直後の別大会で三連勝したことから侯爵の絶望は深かった。その後「ダービーでハーミットに負けて、私の心は打ち砕かれた」との言葉を友人に残して、1868年に僅か26歳で死去した。
ヘイスティングズ侯爵夫妻に子供はなかった。そのため、父方に由来するヘイスティングズ侯爵位やモイラ伯爵位は廃絶した。一方で女系継承を認めるラウドン伯爵位以下3つのスコットランド貴族爵位は侯爵の姉イーディスに相続されたが、母方由来の6つのイングランド貴族爵位は侯爵の4人の姉妹間で優劣がつかず停止となった。

## 栄典
1851年1月17日に兄ポーリンの死去に伴って、以下の爵位と準男爵位を継承した。
- 第4代ヘイスティングズ侯爵（4th Marquess of Hastings）
(1816年12月6日の勅許状による連合王国貴族爵位)
- 第9代ラウドン伯爵（9th Earl of Loudoun）
(1633年5月12日の勅許状によるスコットランド貴族爵位)
- 第5代モイラ伯爵（5th Earl of Moira）
(1762年1月30日の勅許状によるアイルランド貴族爵位)
- 第4代ロードン伯爵（4th Earl of Rawdon）
(1762年1月30日の勅許状によるアイルランド貴族爵位)
- 第4代ラウドン子爵（4th Viscount Loudoun）
(1762年1月30日の勅許状によるアイルランド貴族爵位)
- 第20代ボトリー男爵（20th Baron Botreaux）
(1367/8年2月24日の議会召集令状によるイングランド貴族爵位)
- 第19代ハンガーフォード男爵（英語版）（19th Baron Hungerford）
(1425年1月7日の議会召集令状によるイングランド貴族爵位)
- 第17代ド・モリンズ男爵（英語版）（17th Baron De Moleyns）
(1444/5年1月13日の議会召集令状によるイングランド貴族爵位)
- 第17代ヘイスティングズのヘイスティングズ男爵（英語版）（17th Baron Hastings of Hastings）
(1461年7月26日の議会召集令状によるイングランド貴族爵位)
- 第17代ハンガーフォードのヘイスティングズ男爵（17th Baron Hastings of Hungerford）
(1482年11月15日の議会召集令状によるイングランド貴族爵位)
- 第9代ラウドンのキャンベル卿（9th Lord Campbell of Loudoun）
(1601年6月30日の勅許状によるスコットランド貴族爵位)
- 第9代タリナン＝モウクリン卿（9th Lord Tarrinzean and Mauchline）
(1633年5月12日の勅許状によるスコットランド貴族爵位)
- 第5代ダウン県モイラのロードン男爵（5th Baron Rawdon, of Moira in the County of Down）
(1750年4月9日の勅許状によるアイルランド貴族爵位)
- 第4代ヨーク州ロードンのロードン男爵（4th Baron Rawdon, of Rawdon in the County of York）
(1783年3月4日の勅許状によるグレートブリテン貴族爵位)
- 第8代（ダウン県モイラの）準男爵（Baronet, of Moira, Down）
(1665年創設のアイルランド準男爵位)

1858年11月19日に母バーバラの死去に伴って、以下の爵位を継承した。
- 第21代ルシンのグレイ男爵（英語版）（21st Baron Grey de Ruthyn）
(1325年10月10日の議会召集令状によるイングランド貴族爵位)